# Ozero Arleja
Ozero Arleja (ryska: Озеро Арлея) är en sjö i Belarus.   Den ligger i voblasten Vitsebsks voblast, i den norra delen av landet, 230 km nordost om huvudstaden Minsk. Ozero Arleja ligger 137 meter över havet.
I omgivningarna runt Ozero Arleja växer i huvudsak blandskog. Runt Ozero Arleja är det glesbefolkat, med 14 invånare per kvadratkilometer.